# Feketészöld pókhálósgomba
A feketészöld pókhálósgomba (Cortinarius atrovirens) a pókhálósgombafélék családjába tartozó, Európában honos, fenyvesekben élő, nem ehető gombafaj. 

## Megjelenése
A feketészöld pókhálósgomba kalapja 4-9 (11) széles, alakja domború. Színe olívzöld, zöldes-feketés, sárgás-zöldes. Felszíne sötéten benőtten szálas; szárazom fénylő, nedvesen nyálkás. Széle sokáig begöngyölt marad. 
Húsa aranysárga, kénsárga, sárgásfehér vagy zöldessárga. Szaga aromás, kissé csípős, a kapotnyakra emlékeztet; íze kellemes, nem jellegzetes. Kálium-hidroxid hatására sötét olívzölden elszíneződik. 
Sűrű, keskeny lemezei tönkhöz nőttek, élük kissé hullámos, fogazott. Színük sárgászöld, olívzöld, idősen olívbarna vagy sötét olívzöld. A lemezeket védő pókhálószerű kortina jól fejlett, a kifejlett gomba esetében a spóráktól vörösbarnán színezett.
Tönkje vaskos, a tövénél gumósan megvastagodott. Színe sárgászöld, olívzöld, idősen olívbarna; a kalapnál világosabb színű. 
Spórapora rozsdabarna. Spórája citrom alakú, szemölcsös, mérete 9-12 x 5-6 µm.

### Hasonló fajok
A mérgező krómsárga pókhálósgomba, kénsárga pókhálósgomba és sárgászöld pereszke hasonlít hozzá. 

## Elterjedése és termőhelye
Európában honos, jellemzően a mészkőhegységek erdeiben él. Ritka. 
Fenyvesekben található meg, főleg jegenyefenyő és erdeifenyő alatt. Inkább a meszes talajt kedveli. Nyáron és ősszel terem. 
Nem ehető és mérgező fajokkal könnyű összetéveszteni. 

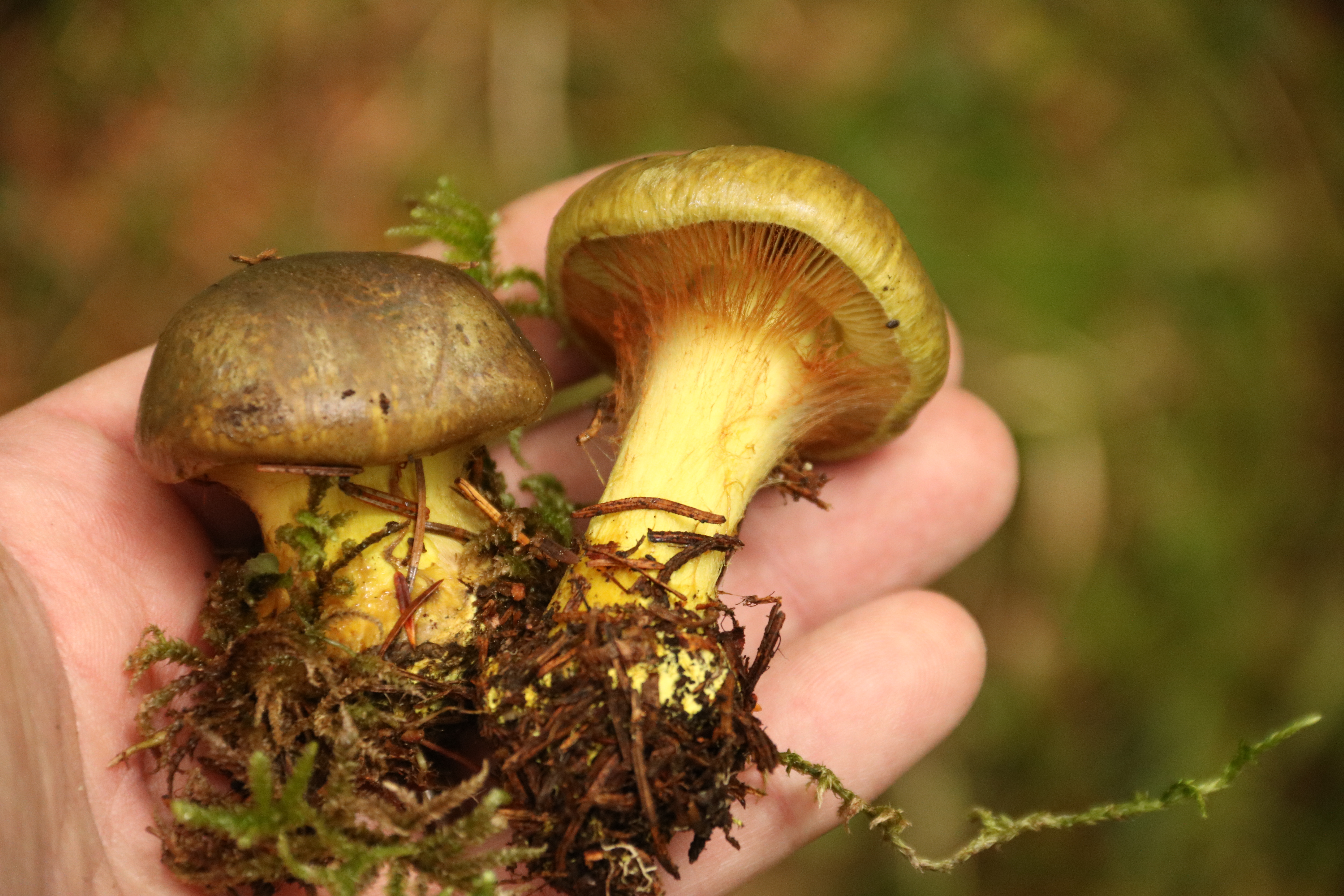
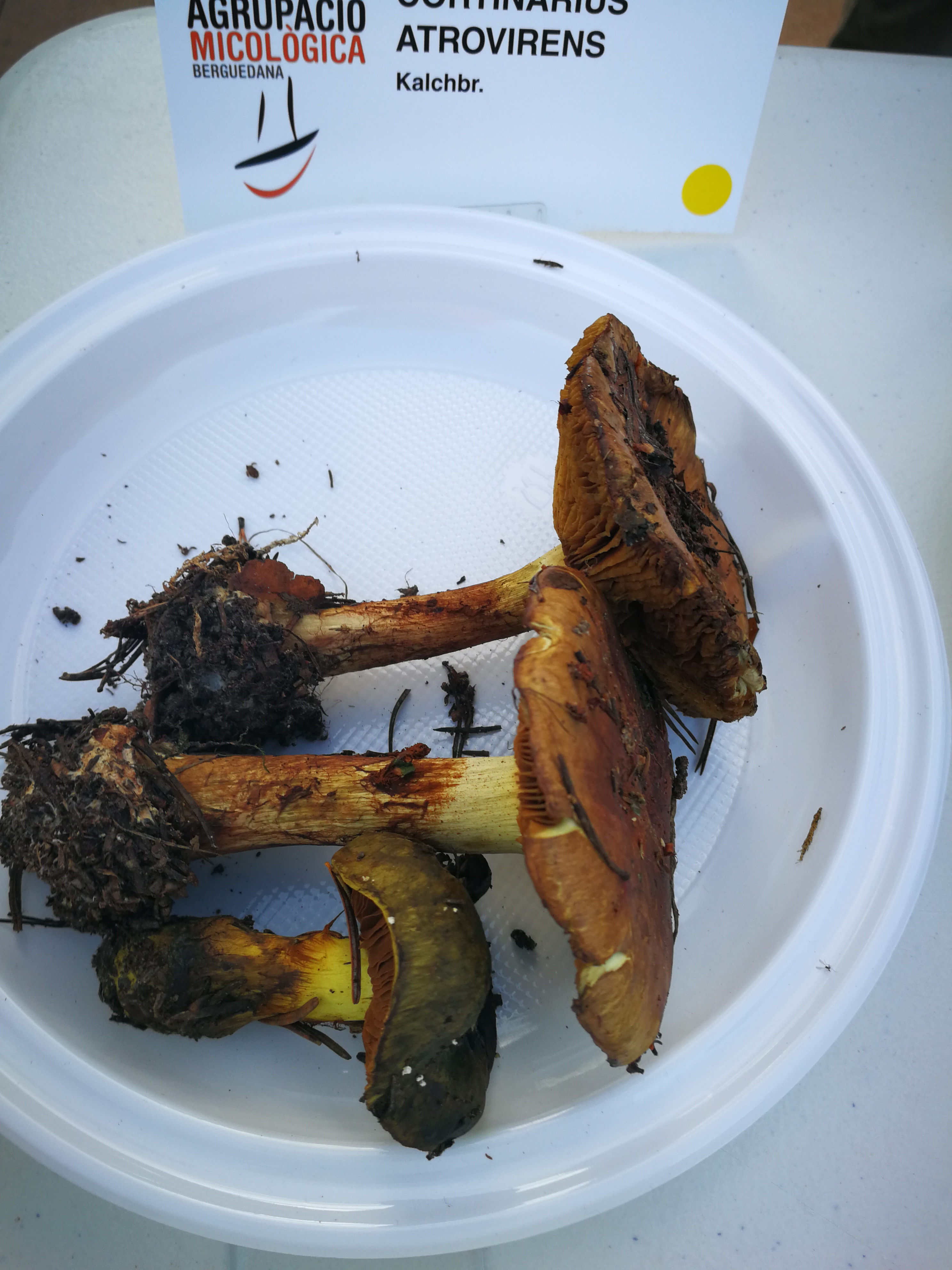